# یواس‌اس هالیبوت (اس‌اسجی‌ان-۵۸۷)
یواس‌اس هالیبوت (اس‌اسجی‌ان-۵۸۷) (به انگلیسی: USS Halibut (SSGN-587)) یک زیردریایی بود که طول آن ۳۵۰ فوت (۱۱۰ متر) بود. این زیردریایی در سال ۱۹۵۹ ساخته شد.